# Francesca Durante
Francesca Durante (Genova, 12 febbraio 1997) è una calciatrice italiana, portiere della Lazio, in prestito dall'Inter, e della nazionale italiana.
Con la nazionale under 17 ha conquistato il terzo posto nel campionato mondiale di categoria 2014.

## Biografia
Ha intrapreso un corso di laurea in ingegneria biomedica.
Nel febbraio del 2023, ha ricevuto l'eBay Values Award, premio istituito dalla stessa azienda insieme alla FIGC e all'Università Bocconi di Milano e assegnato alle calciatrici di Serie A distintesi per il loro comportamento dentro e fuori dal campo.

## Carriera

### Club

#### Giovanili
Francesca Durante si avvicina al calcio grazie alla passione del padre che all'età di sei anni la porta con sé a vedere una partita del campionato di Serie A, Sampdoria-Bologna. Nasce così la passione che inducono i genitori ad iscriverla ad una scuola calcio e dove affina la propria tecnica giocando in squadre miste, prima in difesa o centrocampo, poi nel ruolo di portiere che non abbandonerà più, fino ai 14 anni, età limite consentita alle ragazze da regolamento federale per giocare nelle formazioni miste.
Durante decide quindi di continuare l'attività agonistica sottoscrivendo un accordo con la Sarzanese, club ligure con sede a Sarzana, che le dà l'opportunità di giocare nelle formazioni giovanili interamente costituite da ragazze. Le prestazioni offerte convincono la società a inserirla in rosa nella formazione titolare già al suo primo anno, contribuendo alla promozione della squadra dalla Serie C Liguria, allora terzo livello del campionato italiano femminile di calcio, alla Serie A2 nazionale.
La stagione 2012-2013 la vede titolare a 16 anni, scendendo in campo sotto la direzione del mister Di Memmo 21 volte su 22 partite nella stagione regolare e nei 2 incontri di play-out, contribuendo con le sue parate ad evitare la retrocessione delle rossonere.
Nel calciomercato estivo 2013 viene contattata dalla Scalese, neopromossa in Serie A, che sta cercando di rinforzare l'organico per competere alla sua prima stagione al massimo livello del campionato italiano offrendole il posto di terzo portiere delle titolari Antonella Frediani e Silvia Barsotti. Durante accetta ma trova poco spazio in campionato, scendendo in campo solamente in sei occasioni con uno score negativo di 26 reti subite, contribuendo solo marginalmente alle sorti della squadra che, chiudendo all'ultimo posto con 10 punti realizzati, non riesce a impedire la sua retrocessione al termine della stagione 2013-2014.

#### Fiorentina e prestiti
Nell'estate 2014 Durante coglie l'opportunità offertale dal Firenze per continuare a giocare in Serie A come vice della giapponese Miku Matsubayashi. Nel frattempo trasferitasi alla neonata Fiorentina, viene ceduta nel 2018 al Jesina, militante in Serie B. Rientrata a Firenze, per la stagione 2020-2021 gioca nel Verona, in massima serie.

#### Inter e ritorno a Firenze
Nel luglio 2021 si è trasferita all'Inter, con cui, al termine della stagione 2022-2023, è stata premiata come miglior portiere del campionato.
Il 13 settembre 2024 viene ceduta in prestito alla Fiorentina, tornandoci dopo 4 anni, in uno scambio con il portiere Rachele Baldi.

#### Prestito alla Lazio
Il 3 luglio 2025, Durante passa in prestito alla Lazio, sempre in Serie A.

### Nazionale
Nel novembre 2015 è nella lista delle 22 atlete convocate dal commissario tecnico Antonio Cabrini per la doppia amichevole che la nazionale italiana ha disputato il 3 dicembre a Guiyang e il 6 dicembre a Qujing con la nazionale cinese. In quell'occasione fa il suo debutto tra i pali nella seconda partita, rilevata da Sabrina Tasselli al 46', subendo la rete del parziale 0-1 per la Cina siglata all'35' da Ren Guixin, incontro poi terminato per 2-0 per le asiatiche.
Inizialmente convocata da Cabrini in occasione del "Torneo Internazionale Manaus 2016", in programma dal 7 al 18 dicembre 2016, con le partite contro Russia, Costa Rica e Brasile, viene successivamente sostituita da Alessia Gritti.
Viene convocata dalla CT Milena Bertolini per l'Algarve Cup 2022, scendendo in campo come titolare nel secondo match contro la Norvegia, vinto dall'Italia per 2-1, nel quale si distingue soprattutto nel finale bloccando due contropiedi scandinavi con una coraggiosa uscita fuori area ed una gran parata .

## Statistiche

### Cronologia presenze e reti in nazionale
| Cronologia completa delle presenze e delle reti in nazionale ― Italia | Cronologia completa delle presenze e delle reti in nazionale ― Italia | Cronologia completa delle presenze e delle reti in nazionale ― Italia | Cronologia completa delle presenze e delle reti in nazionale ― Italia | Cronologia completa delle presenze e delle reti in nazionale ― Italia | Cronologia completa delle presenze e delle reti in nazionale ― Italia | Cronologia completa delle presenze e delle reti in nazionale ― Italia | Cronologia completa delle presenze e delle reti in nazionale ― Italia |
| Data                                                                  | Città                                                                 | In casa                                                               | Risultato                                                             | Ospiti                                                                | Competizione                                                          | Reti                                                                  | Note                                                                  |
| --------------------------------------------------------------------- | --------------------------------------------------------------------- | --------------------------------------------------------------------- | --------------------------------------------------------------------- | --------------------------------------------------------------------- | --------------------------------------------------------------------- | --------------------------------------------------------------------- | --------------------------------------------------------------------- |
| 6-12-2015                                                             | Qujing                                                                | Cina                                                                  | 2 – 0                                                                 | Italia                                                                | Amichevole                                                            | -1                                                                    | 46’                                                                   |
| 10-4-2021                                                             | Firenze                                                               | Italia                                                                | 1 – 0                                                                 | Islanda                                                               | Amichevole                                                            | -                                                                     |                                                                       |
| 21-9-2021                                                             | Karlovac                                                              | Croazia                                                               | 0 – 5                                                                 | Italia                                                                | Qual. Mondiali 2023                                                   | -                                                                     | 71’                                                                   |
| 20-2-2022                                                             | Faro                                                                  | Italia                                                                | 2 – 1                                                                 | Norvegia                                                              | Algarve Cup 2022 - 1º turno                                           | -1                                                                    |                                                                       |
| 10-10-2022                                                            | Genova                                                                | Italia                                                                | 0 – 1                                                                 | Brasile                                                               | Amichevole                                                            | -1                                                                    | 46’                                                                   |
| 11-11-2022                                                            | Lignano Sabbiadoro                                                    | Italia                                                                | 0 – 1                                                                 | Austria                                                               | Amichevole                                                            | -1                                                                    |                                                                       |
| 11-4-2023                                                             | Roma                                                                  | Italia                                                                | 2 – 1                                                                 | Colombia                                                              | Amichevole                                                            | -1                                                                    |                                                                       |
| 1-7-2023                                                              | Ferrara                                                               | Italia                                                                | 0 – 0                                                                 | Marocco                                                               | Amichevole                                                            | -                                                                     |                                                                       |
| 14-7-2023                                                             | Auckland                                                              | Nuova Zelanda                                                         | 0 – 1                                                                 | Italia                                                                | Amichevole                                                            | -                                                                     |                                                                       |
| 24-7-2023                                                             | Auckland                                                              | Italia                                                                | 1 – 0                                                                 | Argentina                                                             | Mondiali 2023 - Fase a gironi                                         | -                                                                     |                                                                       |
| 29-7-2023                                                             | Wellington                                                            | Svezia                                                                | 5 – 0                                                                 | Italia                                                                | Mondiali 2023 - Fase a gironi                                         | -5                                                                    |                                                                       |
| 2-8-2023                                                              | Wellington                                                            | Sudafrica                                                             | 3 – 2                                                                 | Italia                                                                | Mondiali 2023 - Fase a gironi                                         | -3                                                                    |                                                                       |
| 3-6-2025                                                              | Swansea                                                               | Galles                                                                | 1 – 4                                                                 | Italia                                                                | UEFA Women's Nations League 2025 - Fase a gironi                      | -1                                                                    | 77’                                                                   |
| Totale                                                                |                                                                       | Presenze                                                              | 13                                                                    |                                                                       | Reti                                                                  | -14                                                                   |                                                                       |

## Palmarès

### Club
- Campionato italiano: 1

Fiorentina: 2016-2017
- Coppa Italia: 2

Fiorentina: 2016-2017, 2017-2018
- Supercoppa italiana: 1

Fiorentina: 2018

### Individuale
- Miglior portiere della Serie A: 1

2022-2023
- Gran Galà del calcio AIC: 2

Squadra dell'anno: 2021, 2023